# Délits
Pour les articles homonymes, voir Délit.
Albums de Buzy
Best of Borderlove
Délits est le sixième album studio de la chanteuse Buzy.

## Titres
1. Up and down (Buzy / Buzy - Le Baron) 3:53
2. Amour venin (Buzy) 3:46
3. Délits (Buzy) 4:02
4. L'an 2000 (Buzy - Le Baron) 4:17
5. Terre étrangère (Buzy - Le Baron) 3:27
6. En pointillé (Buzy) 4:01
7. L'art de ne pas y toucher (Buzy - Buzy / C. Collet) 4:09
8. Wally (Buzy - Breslin) 3:58
9. Marée basse (Buzy - D'Arche) 3:38
10. Neige de printemps (Buzy - Tikovoï) 4:59
11. Planter des graines (Buzy - Breslin) 4:29

## Crédits
- Guitares : Le Baron, Dimitri Tikovoï, Claude Sacre
- Sax : Le Baron
- Basse : Le Baron, Dimitri Tikovoï
- Batterie : Dimitri Tikovoï
- Cordes : Vic Emerson
- Piano : Jessie Desmond
- Accordéon : Francis Varis
- Synthés : Buzy, Le Baron
- Programmation : Dimitri Tikovoï, Buzy
- Chœurs : Buzy, Dimitri Tikovoï

- Enregistré aux studios Toxic (Paris), Jive Studio (Kingston / USA), Studio du Terrage (Paris)
- Prise de son : Charlie Beutter
- Réalisation : Dimitri Tikovoï

## Singles
- Délits - 1999
- Up and down - 2000